# نيكولاس كلينش
نيكولاس كلينش (بالإنجليزية: Nicholas Clinch)‏ هو متسلق جبال أمريكي، ولد في 9 نوفمبر 1930 في باسادينا في الولايات المتحدة، وتوفي في 15 يونيو 2016 في باريس في فرنسا.